# قائمة أحياء الجمهورية اليمنية
الأحياء هي الوحدة الإدارية ضمن التقسيم الإداري للمديرية المعمول به في اليمن في المناطق الحضرية.
حيث تقسم اليمن إدارياً إلى محافظات ثم مديريات وتقسم المديريات في الحضر إلى مدن ثم إلى أحياء وتقسم الأحياء إلى حارات.

## محافظة لحج

موقع محافظة لحج في اليمن

## محافظة عدن

موقع محافظة عدن في اليمن

## محافظة حضرموت

موقع محافظة حضرموت في اليمن

## أمانة العاصمة

موقع محافظة أمانة العاصمة في اليمن

## محافظة أبين

موقع محافظة أبين في اليمن

- حي رصد  (مديرية رصد)   ·  حي فحمان(مديرية مودية)   ·  حي با ذيب (لودر)  (مديرية لودر)  ·  حي 14 اكتوبر  (مديرية مودية)  · حي 5 أكتوبر  (مديرية المحفد)
- أحياء مديرية خنفر :
  - حي سعيد علي حيدره  · حي محمد ثابت · حي قائد صائل  · حي قاسم عبد الله  · حي يسلم صالح  · حي التعويضات  · حي المثلث  · حي المحراق  · حي ناجي  · حي بدر · حي صالح جميع  · حي عبد الله محسن · حي 7 أكتوبر  · حي باتيس  · حي المخزن
- أحياء مديرية زنجبار :
  - حي الطميسي  · حي ناجي  · حي فرحان  · حي عبد الباري
- أحياء مديرية أحور:
  - حي مايو (أحور)  · حي الانتفاضة (أحور) · حي با ذيب (أحور)

## محافظة المهرة

موقع محافظة المهرة في اليمن